# خرد د کایزر
خرد د کایزر (هلندی: Gerd de Keijzer؛ زادهٔ ۱۸ ژانویهٔ ۱۹۹۲ ‏(۳۳ سال)) دوچرخه‌سوار اهل هلند است.
از باشگاه‌هایی که در آن رکاب زده‌است می‌توان به تیم دوچرخه‌سواری نووو نوردیسک اشاره کرد.